# Villers-le-Sec (Aisne)
Villers-le-Sec és un municipi francès situat al departament de l'Aisne i a la regió dels Alts de França. L'any 2007 tenia 263 habitants.

## Demografia

### Població
El 2007 la població de fet de Villers-le-Sec era de 263 persones. Hi havia 92 famílies de les quals 28 eren unipersonals (16 homes vivint sols i 12 dones vivint soles), 16 parelles sense fills, 44 parelles amb fills i 4 famílies monoparentals amb fills.
La població ha evolucionat segons el següent gràfic:
Habitants censats

### Habitatges
El 2007 hi havia 111 habitatges, 93 eren l'habitatge principal de la família, 9 eren segones residències i 9 estaven desocupats. 103 eren cases i 7 eren apartaments. Dels 93 habitatges principals, 74 estaven ocupats pels seus propietaris, 18 estaven llogats i ocupats pels llogaters i 1 estava cedit a títol gratuït; 1 tenia una cambra, 5 en tenien dues, 17 en tenien tres, 22 en tenien quatre i 48 en tenien cinc o més. 78 habitatges disposaven pel capbaix d'una plaça de pàrquing. A 40 habitatges hi havia un automòbil i a 43 n'hi havia dos o més.

### Piràmide de població
La piràmide de població per edats i sexe el 2009 era:
| Homes | Edats   | Dones |
| ----- | ------- | ----- |
| 0     | 95 o +  | 0     |
| 0     | 90 a 94 | 0     |
| 0     | 85 a 89 | 0     |
| 4     | 80 a 84 | 0     |
| 4     | 75 a 79 | 4     |
| 0     | 70 a 74 | 4     |
| 16    | 65 a 69 | 4     |
| 8     | 60 a 64 | 20    |
| 12    | 55 a 59 | 0     |
| 4     | 50 a 54 | 12    |
| 0     | 45 a 49 | 0     |
| 4     | 40 a 44 | 4     |
| 16    | 35 a 39 | 12    |
| 8     | 30 a 34 | 4     |
| 4     | 25 a 29 | 8     |
| 4     | 20 a 24 | 8     |
| 8     | 15 a 19 | 8     |
| 8     | 10 a 14 | 0     |
| 8     | 5 a 9   | 0     |
| 4     | 0 a 4   | 16    |

## Economia
El 2007 la població en edat de treballar era de 143 persones, 97 eren actives i 46 eren inactives. De les 97 persones actives 86 estaven ocupades (54 homes i 32 dones) i 11 estaven aturades (6 homes i 5 dones). De les 46 persones inactives 8 estaven jubilades, 12 estaven estudiant i 26 estaven classificades com a «altres inactius».

### Ingressos
El 2009 a Villers-le-Sec hi havia 90 unitats fiscals que integraven 263 persones, la mediana anual d'ingressos fiscals per persona era de 13.529 €.

### Activitats econòmiques
Dels 6 establiments que hi havia el 2007, 2 eren d'empreses extractives, 1 d'una empresa de construcció, 1 d'una empresa de transport, 1 d'una empresa immobiliària i 1 d'una empresa de serveis.
L'únic servei als particulars que hi havia el 2009 era un electricista.
L'any 2000 a Villers-le-Sec hi havia 8 explotacions agrícoles.

## Equipaments sanitaris i escolars
El 2009 hi havia una escola elemental integrada dins d'un grup escolar amb les comunes properes formant una escola dispersa.

## Poblacions més properes
El següent diagrama mostra les poblacions més properes.